# Craspedacusta vovasi
Craspedacusta vovasi is een hydroïdpoliep uit de familie Olindiasidae. De poliep komt uit het geslacht Craspedacusta. Craspedacusta vovasi werd in 1971 voor het eerst wetenschappelijk beschreven door Naumov & Stepanjants. 